# 耶律古
耶律古（？—？），字涅剌昆。辽国将领。初名霞马葛，耶律铎臻之弟。
太祖耶律阿保机担任于越时，耶律古跟随他略地山右。阿保机於云州会见李克用，耶律古侍从，李克用对阿保机说耶律古：“是儿骨相非常，不宜使在左右。”于是阿保机猜忌耶律古。阿保机西讨，诸弟之乱，阿保机问耶律古是否参预否，耶律古回答没有，阿保机大喜说：“吾无患矣”，召他议事。耶律古说出讨伐之策，后来都像他所说的，于是赏赐甚厚。神册末年，契丹南伐后唐，耶律古辅佐右皮室详稳老古，于云碧店与后唐交战。老古中流箭，伤重，阿保机怀疑是耶律古所害。耶律古跪下说：“陛下疑臣耻居老古麾下耶？及今老古在，请遣使问之。”太祖派人问老古，老古回答：“臣於古无可疑者。”阿保机解除怀疑。老古死后，耶律古继任右皮室详稳。耶律古死后，阿保机对左右说：“古死，犹长松自倒，非吾伐之也。”